# Ceratocanthus nanus
Ceratocanthus nanus är en skalbaggsart som beskrevs av Ernst Friedrich Germar 1843. Ceratocanthus nanus ingår i släktet Ceratocanthus och familjen Hybosoridae. Inga underarter finns listade i Catalogue of Life.